# Cum laude
Cum laude é uma locução latina  para indicar o nível de distinção alcançado pelo trabalho de um indivíduo, ao obter um grau acadêmico. A menção cum laude é usada especialmente nos Estados Unidos no chamado  Latin honors (sistema de honrarias em língua latina), constituído por um conjunto expressões latinas usadas em algumas faculdades e universidades, para indicar os diferentes níveis de qualidade atribuíveis por um júri, ao julgar o desempenho do candidato à obtenção de um grau acadêmico.
O sistema é usado principalmente nos Estados Unidos mas também em vários países europeus e do sudeste asiático com história colonial europeia, como Indonésia e Filipinas, embora às vezes sejam usadas traduções dessas frases em vez dos originais em latim. A distinção com honras não deve ser confundida com os graus honoríficos oferecidos em alguns países, ou com graus honorários.
Tipicamente, existem três graus de honra, cum laude (traduzido para língua portuguesa como "com honra(s)") é a distinção de menor fila entre as três; representa um reconhecimento direto ao alto nível acadêmico alcançado durante os estudos realizados. Magna cum laude ("com grandes honras", literalmente) corresponde aos alunos graduados com um nível acadêmico excepcional. Summa cum laude ("com a maior das honras") representa a maior distinção e é o reconhecimento por obter a máxima qualificação possível em uma titulação universitária.
Geralmente, os regulamentos de uma faculdade ou universidade estabelecem critérios definidos que um aluno deve atender para obter uma determinada honra. Por exemplo, o aluno pode ser obrigado a atingir uma média de notas específica, enviar uma tese de mérito para avaliação, fazer parte de um programa de mérito ou se formar mais cedo. Cada instituição de ensino estabelece seus próprios padrões. Uma vez que esses padrões variam, o mesmo nível de honras latinas conferidas por diferentes instituições pode representar diferentes níveis de realização. Da mesma forma, algumas instituições concedem honras não latinas equivalentes (ou adicionais) aos alunos de graduação. A Universidade de Wisconsin-Madison, por exemplo, tem uma série de honras de classificação de inglês simples com base na posição da classe. Algumas faculdades e universidades, como Reed College e Yale Law School, não usam honras.
Essas honrarias, quando usadas, quase sempre são concedidas a alunos de graduação que obtêm seu bacharelado e, com exceção dos graduados em faculdades de direito, muito mais raramente a alunos de pós-graduação que recebem seu mestrado ou doutorado. A honra é normalmente indicada no diploma. Honras latinas são frequentemente conferidas a estudantes de faculdade de direito que se formam como "Juris Doctor - JD" (pós-graduação profissional em direito), caso em que geralmente são baseadas na classificação da classe ou na média de notas.

## Países de língua inglesa

### Estados Unidos

#### Distinções
Nos Estados Unidos, a maioria das faculdades e universidades usa honras latinas para diplomas de bacharel e o título de Juris Doctor. Eles normalmente não são usados para nenhum outro grau, como mestrado ou doutorado e mestrado.
Existem três níveis padrão de honras latinas, listados abaixo em ordem crescente:
- cum laude que significa "com elogios", normalmente concedido a graduados entre os 20%, 25% ou 30% melhores de sua classe, dependendo da instituição.
- magna cum laude, que significa "com grande elogio", normalmente concedido aos graduados entre os 5%, 10% ou 15% melhores de sua classe, dependendo da instituição.
- summa cum laude que significa "com o maior elogio", normalmente concedido a graduados entre os 1%, 2% ou 5% melhores de sua classe, dependendo da instituição. Algumas instituições não concedem a "summa cum laude" ou apenas a concedem em circunstâncias extraordinárias.[7]

#### História
Em 1869, o Harvard College se tornou a primeira faculdade nos Estados Unidos a conceder honras finais a seus graduados. De 1872 a 1879, cum laude e summa cum laude foram as duas honras latinas concedidas aos graduados. A partir de 1880, magna cum laude também foi premiado:
A Faculdade elaborou então regulamentos de recomendação de candidatos ao grau de Licenciado, quer para o grau ordinário, quer para o grau com distinção; os graus de distinção são summa cum laude , magna cum laude e cum laude . O grau summa cum laude é para aqueles que atingiram noventa por cento na escala geral, ou receberam as mais altas honras em qualquer departamento, e traz consigo a atribuição de uma oração na lista de partes iniciais; o grau magna cum laude é para aqueles que atingiram oitenta por cento na escala geral, ou receberam honras em qualquer departamento, e carrega consigo a atribuição de uma dissertação; e o grau cum laude é dado a quem atingir setenta e cinco por cento na escala geral, e a quem receber Menção Honrosa em qualquer estudo juntamente com sessenta e cinco por cento na escala geral, ou setenta por cento nos últimos três anos, ou setenta e cinco cinco por cento nos últimos dois.
Em sua história do Colégio Amherst de 1895 , o historiador universitário William Seymour Tyler traçou o sistema de honras latinas de Amherst até 1881 e o atribuiu ao presidente do Colégio Amherst, Julius Hawley Seelye:
Em vez de tentar fixar a posição de cada estudante individual por divisões mínimas em uma escala de cem, como anteriormente, cinco graus de erudição foram estabelecidos e graus foram conferidos às turmas graduadas de acordo com suas notas. Se um aluno fosse encontrado na primeira ou na série mais baixa, ele não era considerado candidato a um diploma, embora pudesse receber um certificado declarando os fatos a respeito de sua posição; se ele apareceu no segundo grau, o grau de AB foi conferido a ele rite; se no terceiro, cum laude; se na quarta, magna cum laude ; enquanto que se chegasse à quinta série recebia o grau summa cum laude. As vantagens deste curso, conforme declarado pelo presidente aos curadores, são que ele discrimina adequadamente aqueles que, embora tenham passado pelo mesmo curso de estudo, o fizeram com grandes diferenças de mérito e erudição, e que fornece uma incentivo saudável ao melhor trabalho sem estimular um excessivo espírito de emulação.
O novo sistema de administração, do qual o anterior faz parte, é tão original e peculiar que é conhecido como Sistema Amherst.

— Uma história do Amherst College durante as administrações de seus primeiros cinco presidentes, de 1821 a 1891

### Reino Unido
No Reino Unido, o latim cum laude é usado em versões latinas comemorativas de certificados de graduação vendidos por algumas universidades (por exemplo, a Universidade de Edimburgo) para denotar um diploma de bacharel com honras , mas a classificação com honras é declarada como em inglês, por exemplo, primi ordinis para primeira classe em vez de summa cum laude, etc. Os certificados oficiais de graduação usam o inglês.

## Outros países
Para cursos de graduação, as honras em latim são usadas em apenas alguns países, como Israel, Indonésia, República Dominicana , Filipinas e Canadá. A maioria dos países usa um esquema diferente, como a classificação de graduação britânica (geralmente usada em países da Commonwealth), que é mais amplamente usada com critérios e nomenclatura variados, dependendo do país, incluindo Austrália , Bangladesh, Barbados, Brasil, Colômbia, Geórgia, Hong Kong, Índia, Irlanda, Jamaica, Quênia, Nova Zelândia, Nigéria, Paquistão, Cingapura, Sri Lanka, África do Sul, Trinidad e Tobago, Uganda, Reino Unido, Zimbábue e muitos outros países. Malta mostra as honras latinas nos certificados de graduação, mas o modelo do Reino Unido é mostrado na transcrição.

### Áustria
Na Áustria , a única honra latina em uso é "sub auspiciis Praesidentis rei publicae" ("sob os auspícios do presidente da república") para doutorado. Os candidatos devem ter notas consistentemente excelentes ao longo do ensino médio e da universidade, o que torna muito difícil alcançá-lo: apenas cerca de 20 de um total de 2.500 doutorados por ano (ou seja, 0,8%) obtêm um grau sub auspiciis.

### Bélgica
Na Bélgica , o diploma universitário concedido é limitado a:
- cum fructu <68% (satisfaction em francês, op voldoende wijze em holandês).
- cum laude >68% (avec distinction em francês, met onderscheiding em holandês).
- magna cum laude >77% (avec grande distinction em francês, met grote onderscheiding em holandês)
- summa cum laude >85% (avec la plus grande distinction em francês, met grootste onderscheiding em holandês)
- summa cum laude com os parabéns da comissão examinadora >90% ( avec la plus grande distinction avec félicitations du jury em francês, met grootste onderscheiding en de gelukwensen van de examencommissie em holandês).[13]

### Brasil
No Brasil , a maioria das universidades não concede honras aos seus alunos. Entre as poucas universidades que o fazem, o Instituto Tecnológico de Aeronáutica (ITA) concede a honra cum laude para graduados com cada nota individual acima de 8,5 (de 10,0), a honra magna cum laude para graduados com nota média acima de 8,5 e mais de 50% das notas individuais acima de 9,5, e a honra summa cum laude para graduados com nota média acima de 9,5.[carece de fontes?] A Universidade Federal do Rio de Janeiro concede o prêmio cum laude honra para graduados com nota média de 8,0 a 8,9, a honra magna cum laude para graduados com nota média de 9,0 a 9,4 e a honra summa cum laude para graduados com nota média de 9,5 a 10,0. A Universidade Federal do Ceará concede a honraria magna cum laude aos alunos de graduação que nunca foram reprovados, obtiveram nota média de 8,5 (de 10,0) e receberam bolsa de Extensão Acadêmica e Iniciação à Docência.

### Estônia
Na Estônia , até 2010, tanto summa cum laude quanto cum laude foram usados. Summa cum laude foi concedido apenas para trabalhos muito excepcionais. Desde 1º de setembro de 2010, apenas cum laude é usado. É atribuído a licenciados, mestres e graduados em estudos integrados. Ocasionalmente, a palavra "kiitusega", que significa "com louvor", é substituída pelo habitual cum laude. Para receber cum laude, é preciso obter um GPA (média de notas) de 4,60 (em 5) e receber a nota mais alta (A – 5,00) para a tese ou o exame final.

### Finlândia
Os exames de matrícula finlandeses no final do ginásio atribuem os conceitos de: improbatur (I, reprovado; "não aceito"), approbatur (A; "aceito"), lubenter approbatur (B; "aceito de bom grado"), cum laude approbatur (C; "aceito com elogios"), magna cum laude approbatur (M; "aceito com muitos elogios"), excepcional cum laude approbatur (E; "aceito com elogios excelentes") e elogiado(L; "elogiou"). Eles são aproximadamente equivalentes às notas escolares finlandesas que variam de 4 a 10. Algumas universidades finlandesas, ao classificar teses de mestrado e dissertações de doutorado, usam a mesma escala com a nota adicional de non sine laude approbatur (N; "aceito não sem elogios" ) entre lubenter e cum laude ; as universidades técnicas usam uma escala numérica (1–5).

### França
Na França, geralmente as homenagens francesas mencionam très bien ("menção muito boa"), mencionam bien ("boa menção") e mencionam assez bien ("menção muito boa") são usadas. No entanto, algumas Grandes Universidades, como o Instituto de Estudos Politécnicos de Paris, usam os títulos latinos e ingleses "summa cum laude" / "graduado com as maiores honras" para os 2% melhores e "cum laude" / "graduado com honras" para os próximos 5% de um ano. A partir de 2016, os honoríficos deixaram de ser utilizados para a conclusão do doutoramento.

### Alemanha
Na Alemanha, o sistema de graus é:
- sub omni canone ("abaixo de qualquer escala", falha, nota numérica 5.0)
- inon sufficit or non rite ("insuficiente", reprovado, nota numérica 4,0–5,0),
- rite ("devidamente" conferido, isto é, os requisitos são cumpridos, grau numérico 3.0–4.0),
- satis bene – ou nenhum comentário adicional (“satisfatório”, nota numérica 3.0),
- cum laude ("com honras", nota numérica 2.0),
- magna cum laude ("com grandes honras", nota numérica 1.0),
- summa cum laude ("com as mais altas honras", nota numérica < 1,0).[12]

Esses graus são usados principalmente quando um doutorado é conferido, não para diplomas, bacharelado ou mestrado, para os quais são dadas notas numéricas entre 1,0 ("muito bom") e 4,0 ("aprovado") e 5,0 ("reprovado").

### Hungria
Na Hungria, o sistema de graus semelhante ao sistema alemão - é: rite ("devidamente" conferido, ou seja, os requisitos são cumpridos), cum laude (com honras), summa cum laude (com as mais altas honras). Esses graus são usados apenas em diplomas universitários e em certos campos das ciências (médico, jurídico e alguns outros). As notas dos graus dependem das notas médias recebidas nos exames finais e das notas médias dos estudos universitários.

### Itália
Na Itália, a notação cum laude ( con lode é o equivalente em italiano ) é usada como nível crescente da nota mais alta tanto para exames (30/30) quanto para graus (110/110), em todos os seus níveis; A aprovação num exame cum laude (30 e Louvor) costuma ter apenas um significado honorífico, mas por vezes influencia a nota média e pode ser útil ao aluno assim homenageado (normalmente com ponderação 31/30). "30 e Louvor" geralmente é concedido após responder corretamente a uma pergunta bônus difícil no exame oral.
Na Itália, 110 e Louvor (em instituições que usam um sistema de 110 pontos) é a classificação mais alta que pode ser alcançada durante os estudos acadêmicos e corresponde geralmente a uma pontuação final superior a 110/110 (o limite específico varia de universidade para universidade) . Até 3 pontos de bônus podem ser concedidos por méritos, por exemplo, ter uma pontuação média nos exames superior a 28,5/30 (equivalente a 95%), excelente projeto final ou por se formar no prazo. Mais notações incluem: bacio e abbraccio accademico, menzione d'onore e dignità di stampa e foram dadas com base em vários requisitos específicos da universidade, mas sem valor legal.

### Malta
Em Malta , para bacharelado, summa cum laude refere-se a honras de primeira classe, magna cum laude refere-se a honras de segunda classe (divisão superior), cum laude refere-se a honras de segunda classe (divisão inferior), enquanto bene probatus refere-se a honras de terceira classe. Graus profissionais com duração superior ao padrão de 3 anos, como o Bacharelado em Farmácia de 5 anos, são premiados com egregia cum laude. Diplomas de pós-graduação e mestrado podem ser concedidos como aprovação com distinção (summa cum laude), aprovação com mérito (magna cum laude) ou aprovação (bene probatus).

### México
No México , o cum laude (também conhecido como mención honorífica em espanhol) é usado, pelas principais universidades, para reconhecer uma dissertação de destaque em bacharelado, mestrado e doutorado. Também diferentes prêmios em universidades públicas e privadas são entregues ao aluno com a maior média final (ou seja, Presea Lázaro Cárdenas ou Medalha Gabino Barreda) e um diploma é entregue em forma de cum laude.

### Holanda
Na Holanda, duas classes de honras podem ser usadas para programas de bacharelado, mestrado e doutorado: cum laude (com honra) e summa cum laude (com a maior honra). Normalmente, essas distinções são reservadas para marcar conquistas excepcionais acima de uma alta média mínima de notas. Às vezes, ela é perdida, apesar de uma nota média alta, quando o aluno obtém uma nota igual ou inferior a 6 em um dos muitos exames (numa escala de 1 a 10, onde 10 é a nota mais alta). Também pode ser concedido com base na média ponderada das primeiras notas obtidas para cada assunto apenas. Geralmente, menos de 2% recebem a distinção cum laude. Também é possível receber um doutorado cum laude, embora essa honra seja ainda mais rara do que para os mestres. Tendo em vista a dificuldade e subjetividade de determinar isso, algumas universidades e áreas de estudo muito raramente concedem doutorados cum laude. Nas faculdades universitárias holandesas podem ser concedidos cum laude, magna cum laude e, excepcionalmente, summa cum laude.

### Filipinas
Nas Filipinas, os alunos do ensino fundamental e médio sob o novo currículo (K-12) usam um sistema de honra usando traduções em filipino do original em latim. Os alunos que obtiverem uma média final de 90-94 recebem o título "May Karangalan" (cum laude ) e receberão uma medalha de bronze com o selo "DepEd" . Aqueles que tiverem média final de 95–97 recebem o título de "May Mataas na Karangalan" (magna cum laude) e uma medalha de prata com o mesmo selo. Os alunos com média final de 98-100 receberão o título de May "Pinakamataas na Karangalan" (summa cum laude) e uma medalha de ouro com a mesma especificação. Na faculdade, os alunos são referidos como cum laude, magna cum laude e summa cum laude, respectivamente.

### Rússia
Na Rússia, o sistema de honrarias é baseado na média de notas. Pelo menos 4,75 de 5,0 pontos são necessários para o grau summa cum laude (em russo, с отличием s otlichiem, "com excelência"). O graduado deve receber nota máxima em todos os exames finais. Normalmente, menos de 2% de todos os alunos de graduação conseguem isso (dependendo da universidade e do ano). Nas escolas militares, um "diploma vermelho" pode vir acompanhado de uma medalha de ouro (summa cum laude) para desempenho excepcional. As escolas secundárias russas também concedem uma medalha de ouro ao aluno que obtém uma pontuação perfeita em todos os exames finais e em todas as outras disciplinas que não exigem um exame final. Uma medalha de prata é concedida a alunos do ensino médio que tenham uma ou duas notas de 4 (em russo : хорошо horosho "bom", sendo a segunda nota mais alta) em seus exames finais ou outras disciplinas listadas no diploma do ensino médio.

### Cingapura
Em Cingapura , as honras latinas, cum laude , magna cum laude e summa cum laude são usadas pela Universidade de Administração de Cingapura. Os graduados dessa universidade devem atingir notas médias de 3,4, 3,6 e 3,8 de 4,3 (a SMU concede 4,3 para notas A+), respectivamente, e sem exceções, para se qualificar para as honras latinas. Também é usado pelo Colégio Yale-NUS , com os 5% melhores de uma turma de formandos recebendo summa cum laude , os próximos 10% magna cum laude e os próximos 20% cum laude . Não há requisitos da coordenação do programa de admissões, para obter as honras em latim no Colégio Yale-NUS.

### África do Sul
Na África do Sul, o sistema de honras latinas "cum laude" é usado para bacharelado e mestrado, e é concedido a estudantes que obtiveram uma nota média de 70% ou superior ao longo do curso. Cum laude na África do Sul pode ser considerado amplamente equivalente a um diploma de primeira classe no Reino Unido ou um GPA (média de notas) de 3,7–4,0 nos Estados Unidos.

### Espanha
Na Espanha, o sistema de honrarias latinas usado apenas para doutorados, e é concedido após votação secreta dos membros do júri, em envelopes que devem ser abertos em sessão separada, e requerendo unanimidade.

### Suíça
Na Suíça, os graus rite, cum laude, magna cum laude, insigni cum laude ("distinto com louvor") e summa cum laude são usados, mas o GPA (média de notas) exato correspondente a cada um varia de acordo com a instituição.

### Ucrânia
Na Ucrânia, o sistema de honra da educação universitária é baseado no estatuto nº 161 (2 de junho de 1993) do Ministério da Educação da Ucrânia (3.12.3.5). Para um aluno se formar em uma universidade com um diploma com honras (cum laude), os alunos devem receber nota 5 (excelente) em pelo menos 75% do curso, receber nota 4 (bom) em no máximo 25% do curso e ser aprovado os exames estatais com nota 5 (excelente). Além disso, espera-se que os alunos tenham participado em projetos de pesquisa com resultados visíveis.